# Zoete kers
De zoete kers (Prunus avium, synoniem: Cerasus avium) is een tot 20 meter hoge boom uit de rozenfamilie (Rosaceae), die van nature ook in België en Nederland voorkomt in vochtige bossen.
Alle delen van de plant, behalve de rijpe vrucht, bevatten geringe hoeveelheden giftige blauwzuurglycosiden. De pitten bevatten ook het giftige amygdaline.
De zoete kers is een kensoort voor de klasse van eiken- en beukenbossen op voedselrijke grond.

## Cultuur
De zoete kers is echter veel bekender in aangeplante vorm, als leverancier van kersen. De boom wordt dan ook wel "kersenboom" of "kers" genoemd, vooral in België, alwaar de zure kers (Prunus cerasus) ook bekend is onder de naam "kriek".
Ooit waren kersenboomgaarden een beeldbepalend element in veel landschappen, maar de bekende hoogstamboomgaarden zijn aan het verdwijnen. In de tijd van de hoogstamboomgaarden leverde deze soort ook een zeer gewaardeerd hout, geschikt voor meubels, maar dit is grotendeels van de markt verdwenen.
Een cultivar is Prunus avium 'Plena' of dubbele sierkers.

## Gezondheid
Het eten van zoete kersen is een traditionele remedie tegen jicht. Deze kersen blijken inderdaad de urinezuurconcentraties en het risico op jicht te verlagen.

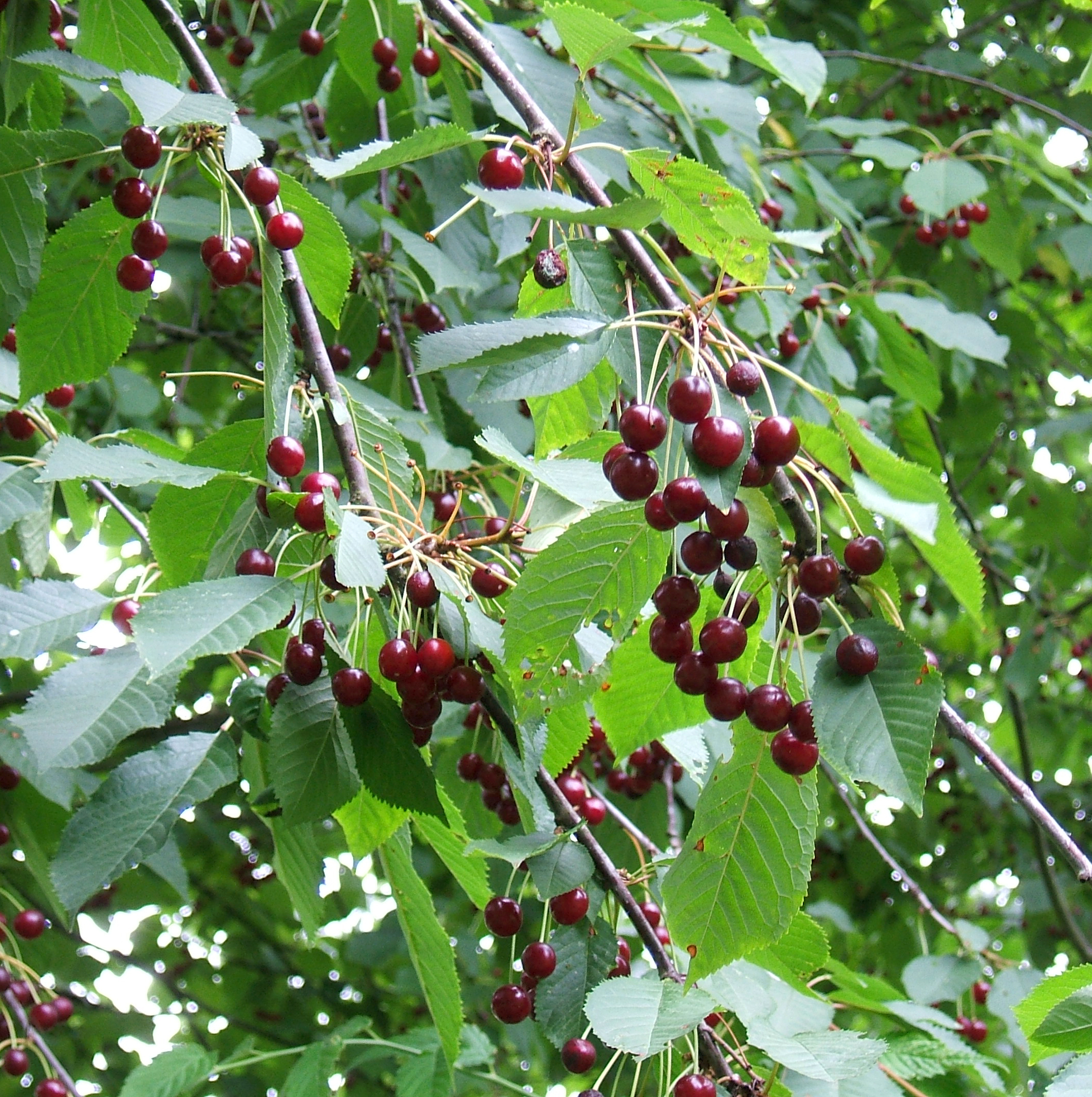
De vrucht van de zoete kers